# Luis Santaló
Luís Antoni Santaló (Spanyolország, Girona, 1911. október 9. – Argentína, Buenos Aires, 2001. november 22.) katalán-argentin matematikus.
A Madridi Egyetemen végzett. Ezután a Hamburgi Egyetemre ment ahol 1936-ban megszerezte PhD fokozatát, melynek címe Nuevas aplicaciones al concepto de medida cinemática en el plano y en el espacio volt. A témavezetője Wilhelm Blaschke volt. A spanyol polgárháború miatt Argentínába vándorolt és ott lett híres matematikus.
Leginkább integrálgeometriával foglalkozott, de a matematika nagyon sok területe és egyéb tudományok is foglalkoztatták. A La Plata-i Nemzeti Egyetemen, a Buenos Aires-i Egyetemen és a Littoral Nemzeti Egyetemen tanított.